# Panzhihua
Panzhihua är en stad på prefekturnivå i Sichuan-provinsen i sydvästra Kina, som gränsar till Yunnan-provinsen. Den ligger omkring 490 kilometer sydväst om provinshuvudstaden Chengdu.

## Historia
Området har genomgått en rad administrativa gränsändringar. Det har i sin helhet endast tillhört provinsen Sichuan sedan 1955.
Några delar av Panzhihua ingick tidigare i provinsen Yunnan, vilka idag utgör stadsdistriktet Renhe. Då Republiken Kina upprättade provinsen Sikang den 1 januari 1939, blev det som idag är häradena Miyi och Yanbian delar av denna provins. I oktober 1955 upplöstes Sikang som provins och de berörda områdena uppgick i provinsen Sichuan.
Panzhihua är rikt på naturresurser, men var relativt öde fram till 1960-talet. Staden, som grundades under Folkrepubliken Kina med namnet Dukou (渡口市) 1965 och fick stålindustri följande år. Ortens grundade var en del av den "tredje fronten" (kinesiska: 三线建设?, pinyin: Sānxiàn jiànshè), ett program för att industrialisera Kinas inland som bedrevs åren 1964-80. Staden döptes senare om till Panzhihua, vilket syftar på det kinesiska namnet på trädet Bombax ceiba, vilket gör den till den enda staden i Kina som är döpt efter en växt.
Staden växte snabbt och var relativt välmående medan resten av landet led av ekonomiska problem under kulturrevolutionen.

## Näringsliv
Panzhihua är idag säte för sydvästra Kinas största stålbolag, Panzhihua Iron and Steel (Group) Co, som ofta förkortas Pangang (攀钢). Panzhihua är starkt industrialiserat och präglas av enorma gruvor, som ibland drabbas av svåra olyckor.

## Geografi och natur
Det mesta av den mark som inte är gruvområden har jordbruk. Området har subtropiskt klimat. Området har rester av gamla kottepalmsskogar som var habitat för jättepandan.
Kl. 16:31 den 30 augusti 2008 drabbades Panzhihua av ett jordskalv med magnituden 6,1 som kostade 38 människor livet. Epicentrum var i gränstrakterna mellan distriktet Renhe och häradet Huili i grannprefekturen Liangshan.

## Kommunikationer
Panzhihua har tågförbindelser till Chengdu och Kunming, och har också en kommersiell flygplats.

## Administrativ indelning
Panzhihua indelas i tre stadsdistrikt och två härad:
- Stadsdistriktet Dongqu (东区), 167 km², 319 000 invånare, centrum och säte för stadsfullmäktige;
- Stadsdistriktet Xiqu (西区), 123,955 km², 170 000 invånare;
- Stadsdistriktet Renhe (仁和区), 1 727,07 km², 199 200 invånare;
- Häradet Miyi (米易县), 2 153 km², 207 100 invånare;
- Häradet Yanbian (盐边县), 3 269,453 km², 194 800 invånare.

## Klimat
Genomsnittlig årsnederbörd är 1 091 millimeter. Den regnigaste månaden är juli, med i genomsnitt 327 mm nederbörd, och den torraste är januari, med 1 mm nederbörd.